# Ludwig Peter Friedrich Ditmar

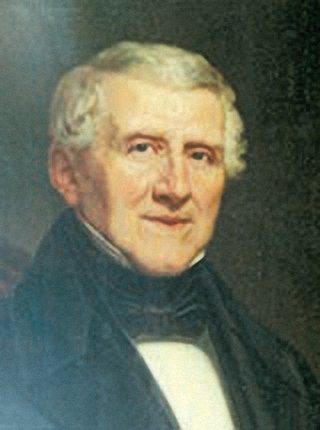
Ludwig Peter Friedrich Ditmar

Ludwig Peter Friedrich Ditmar, auch Peter Friedrich Ludwig Dittmar (* 22. August 1784 in Rostock; † 3. Dezember 1872 ebenda) war ein deutscher Verwaltungsjurist und Mykologe. Sein botanisches Autorenkürzel lautet „Ditmar“.

## Leben
Ludwig Peter Friedrich Ditmar stammte aus einer mecklenburgischen Juristenfamilie. Er war ein Sohn des Juristen Friedrich Ernst Ditmar (1753–1819). Ab 1802 studierte er Rechtswissenschaften an der Universität Rostock; 1810 wurde er hier zum Dr. jur. promoviert.
Ditmar wurde Advokat in Rostock und schon im Alter von 26 Jahren Mitglied des Rostocker Rates. 1819 wurde er Stadtsyndikus von Rostock. Von 1824 bis an sein Lebensende wirkte er als Syndikus der Mecklenburgischen Ritter- und Landschaft. Zeitweise hatte er auch die Aufsicht über das Archiv und die Bibliothek der Landstände. Er war Mitglied der Hauptdirektion des Mecklenburgischen Ritterschaftlichen Kreditvereins.
Im Revolutionsjahr 1848 war Ditmar Großherzoglicher Kommissar bei den Verhandlungen über die zukünftigen Rechte der Stadt Rostock, 1849/50 auch juristischer Berater der Landesregierung. Er gilt als einer der einflussreichsten Juristen seiner Zeit.
Ditmar war vielfältig engagiert. 1825 war er Mitbegründer und von 1826 bis 1872 Direktor der Rostocker Sparkasse. 1852 gehörte er zu den Gründern des Rostocker Kunstvereins und 1859 der Städtischen Kunstsammlungen, aus der das Kulturhistorische Museum Rostock hervorging. Er war seit 1835 Mitglied des Vereins für mecklenburgische Geschichte und Altertumskunde sowie Mitglied der 1800 gegründeten Mecklenburgischen Naturforschenden Gesellschaft.

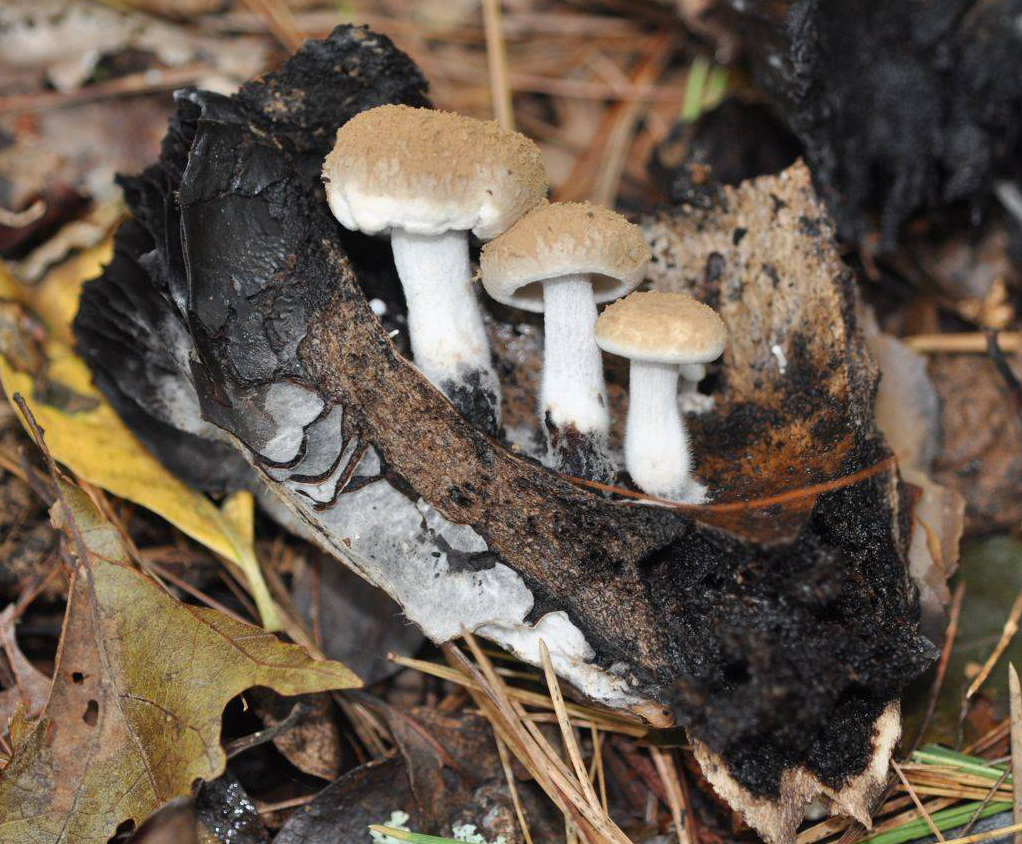
Stäubender Zwitterling (Asterophora lycoperdoides Ditmar)

Ditmars besonderes Interesse galt der Mykologie. Beginnend mit seiner Erstbeschreibung zweier Pilzarten 1809 entdeckte und beschrieb er zahlreiche Pilzarten, darunter den Stäubenden Zwitterling (Asterophora lycoperdoides).

## Nachlass
1890 schenkte Ditmars Enkel, Friedrich Groth, den Nachlass Ditmars (etwa 5000 Dokumente) der Großherzoglichen Regierungsbibliothek, der heutigen Landesbibliothek Mecklenburg-Vorpommern Günther Uecker in Schwerin. Die als die Ditmarschen Collectaneen bekannte Sammlung umfasst Verordnungen, Bekanntmachungen, herzogliche Befehle vom 16. bis zum 19. Jahrhundert, Rechtsgutachten, Notizen, Briefe und verschiedene andere Dokumente gedruckter und handschriftlicher Art.

## Auszeichnungen
- 1844 Titel Geheimer Justizrat

### Ehrentaxon
Kurt Sprengel schlug in seiner Anleitung zur Kenntniss der Gewächse den Namen Ditmaria für die Gattung Erisma vor.

## Werke
- (mit Adolph Christian Siemssen): Systematische Uebersicht der Mineralogisch einfachen Mecklenburgischen Fossilien. Stiller, Rostock und Leipzig 1804 (uni-goettingen.de).
- De repartitione sumtuum concursus in creditores percipientes jure Megapolitane introdueta et abrogata. Diss., 1810
- Sammlung neuerer Mecklenburg-Schwerinscher Gesetze. 1811
- mit Friedrich von Oertzen: Vorläufige Bemerkungen über die Union der Mecklenburg-Schwerinschen und Mecklenburg-Strelitzschen Lande … (1848)
- Historisch erachtlicher Bericht über die Entstehung und Fortbildung der landsherrlichen oberbischöflichen Gewalt in Mecklenburg. 1851
- Erachtlicher Bericht über die Rechtsverhältnisse … in Mecklenburg. 1852
- 3 Hefte über die Pilzflora für Jacob Sturm: Deutschlands Flora. (Digitalisat des Heftes Nürnberg 1817)